# Торе дел Парко (Мачерата)
Торе дел Парко је насеље у Италији у округу Мачерата, региону Марке.
Према процени из 2011. у насељу је живело 3 становника. Насеље се налази на надморској висини од 321 м.